# Осада Посольского квартала в Пекине
Оса́да Посо́льского кварта́ла в Пеки́не — военные действия летом 1900 года во время восстания ихэтуаней в Китае. Осада восставшими иностранных миссий в Пекине послужила поводом для широкомасштабного вторжения иностранных государств в империю Цин и взятия ими китайской столицы.

## Предыстория
Хотя фактически выступления ихэтуаней начались ещё в 1898 году, официальной датой начала восстания считается 2 ноября 1899 года. Войска, отправленные на его подавление в провинции Шаньдун и Чжили, зимой 1899—1900 годов потерпели поражение, и армия начала отступать к Пекину. В складывающейся ситуации иностранные дипломатические представительства в Пекине запросили у своих метрополий войска для своей защиты. Контингенты, выделенные в основном из состава находящихся на Дальнем Востоке флотов, стали высаживаться в Тяньцзине и по железной дороге отправляться в столицу. 18 мая 1900 года в Посольский квартал прибыло 75 французов, 63 американца, 50 немцев, 28 итальянцев, 25 японцев, а также 74 русских моряка с броненосцев «Сисой Великий» и «Наварин» (должны были доставить ещё пушку, но успели привезти только несколько ящиков снарядов к ней). На следующий день приехали ещё 79 англичан с двумя пушками и 30 австрийцев.

## Вход ихэтуаней в Пекин и подготовка Посольского квартала к обороне
С 23 мая 1900 года ихэтуани стали входить в Пекин. Началось объединение восставшего народа с армией Дун Фусяна, введённой в город накануне. 24 мая на секретном совещании в Пекине было принято решение вооружить и обучить ихэтуаней для отпора иностранцам; к руководителям восставших было отправлено три высших сановника — члена Военного совета империи Цин.
Видя обострение ситуации, иностранные колонии в Пекине ещё с середины мая начали закупать продовольствие и вооружаться. В конце мая русским десантом была сооружена баррикада высотой 3,5 м и шириной 2 м (получившая название «Форт Наварин-Сысоевский»), соединившая дипломатическую миссию с воротами Русско-Китайского банка. Для лучшей организации обороны были разрушены дома китайцев вокруг дипломатических миссий. На территорию Посольского квартала до конца мая перебралось большинство иностранцев, а также много китайцев-христиан.
Из прибывших подкреплений, а также мужчин, имевших военный опыт, был сформирован Международный военный отряд, взявший на себя задачу обороны Посольского квартала. Его численность составила 450 человек. Под защитой этих сил находилось около тысячи иностранцев и около 3 тысяч китайцев-христиан. Во главе международного отряда по личной инициативе встал австриец, командир военного корабля Томани, но не справился со своими обязанностями, а вскоре был убит. В итоге руководство обороной возглавил английский посланник Клод Макдоналд.
Посольский квартал был разделён на два участка обороны: первый объединял британскую, американскую и российскую миссии, второй — французскую, германскую и японскую. Австрийское и итальянское посольства было решено в случае необходимости оставить. Католический храм Бэйтан, находившийся в 3 км от Посольского квартала, держал осаду самостоятельно. Его оборонял франко-итальянский контингент из 40 человек и более тысячи китайцев-христиан под руководством епископа Фавье.
По Пекину начали происходить стычки между иностранцами и ихэтуанями. 28 мая был убит переводчик японской миссии Сугияма, который отправился встречать японские войска, якобы входившие в город. Иностранцы не оставались в долгу и при любом удобном случае вмешивались в происходящее: иеромонах Авраамий описывал, как на Посольской улице схватили 17-летнего китайца (поймал лично германский посол Кеттелер) и били все, «каждый посол дал по затрещине»; 31 мая испанский посол лично застрелил ихэтуаня, русские матросы арестовали китайца с курительными свечами.
31 мая 20 немецких солдат напали на кумирню, где восставшие производили свои мистерии, и убили 7 китайцев. Это нападение послужило сигналом к началу штурма ихэтуанями духовных и дипломатических миссий в Пекине. В течение нескольких дней в городе были сожжены католические центры Дунтан, Наньтан, Ситан и осаждён Бэйтан, погибли несколько европейских миссионеров. Вечером 31 мая было уничтожено русское Северное подворье, где располагалась Духовная миссия. 1 июня было сожжено австрийское посольство, затем была уничтожена нидерландская миссия.
Формально руководство Китая не поддержало ихэтуаней. 31 мая был опубликован декрет императрицы Цыси, в котором говорилось:
Мы глубоко огорчены известием об убийстве японского секретаря Акиры Сугиямы толпою беззаконников… Мы повелеваем Начальнику Пекинской жандармерии определить срок, в течение которого все убийцы должны быть захвачены и подвергнуты наказанию по всей строгости законов… Мы повелеваем генералам Суну и Ма охранять окрестности столицы, нападать на злоумышленников, арестовывать их вождей и разгонять остальных
Однако, несмотря на заверения властей, всем в Пекине было ясно, что военного конфликта не избежать.
2 июня 1900 года совместный русско-американский отряд совершил военную экспедицию в католический храм Наньтан. Разрушившие храм ихэтуани были разбиты, 300 китайцев-христиан освобождены, 10 ихэтуаней были арестованы и переданы китайским властям. На следующий день произошла перестрелка между солдатами Дун Фусяна и постом охраны Русско-Китайского банка.

## Начало военных действий
6 июня 1900 года был издан императорский указ, в котором говорилось:
С основания нашей династии иностранцы, посещавшие Китай, пользовались в нём хорошим обращением… Вначале они не выходили из повиновения, но за последние 30 лет, пользуясь снисходительностью Китая, они стали посягать на его территорию, попирать китайский народ и домогаться богатств Китая. Каждая уступка Китая увеличивала их нахальство. Они угнетали мирных граждан, оскорбляли богов и святых мужей, вызывая самое горячее негодование в среде населения. Это повлекло за собою сожжение храмов и избиение обращённых патриотами. Горячо желая избежать войны, правительство издавало указы, в которых повелевало охранять посольства и щадить обращённых. Указы, объявляющие ихэтуаней и обращённых христиан одинаково детьми Отечества, издавались в надежде устранить старую между ними вражду, и крайняя доброта издавна была оказываема иностранцам. Но этот народ не знал чувства благодарности и всё продолжал увеличивать своё давление на Китай. На днях было получено сообщение Дю-Шаляра в Тяньцзине с требованием сдачи укреплений иностранным войскам, в противном случае они будут взяты силой. Эти угрозы показали, что они имеют в виду захваты. Во всех делах, касающихся международных сношений, мы всегда были вежливыми по отношению к ним, между тем как они, называя себя цивилизованными государствами, действовали без всякого уважения к праву, опираясь только на грубую силу. Мы царствовали почти 30 лет, обходились с народом как с нашими детьми, народ почитал нас как божество, и в течение нашего царствования мы пользовались милостивым вниманием вдовствующей императрицы. Далее, наши предки помогали нам, и боги отзывались на наши призывы, и никогда не было такого всеобщего проявления преданности и патриотизма. Со слезами на глазах мы объявили о войне в Храме предков. Мы предпочли прибегнуть к крайней мере и вступить в борьбу, чем ценою вечного позора искать каких-нибудь средств к сохранению своей жизни. Мнение наше разделяют все чины, и сотни тысяч солдат-патриотов собрались без нашего призыва, даже дети — и те тащат копья на службу Отечеству. Иностранцы опираются на хитрость, мы же возлагаем надежду на небесную справедливость; они опираются на насилие, а мы — на человеколюбие. Не говоря о правоте нашего дела, у нас более 20 провинций, в которых более 400 миллионов народу, и нам нетрудно будет поддержать достоинство нашей страны.
Китайцы потребовали, чтобы иностранцы в течение 24 часов покинули Пекин, иначе за их жизни цинское правительство поручиться не может. Дипломатический корпус ответил, что берёт на размышление 48 часов. Так как послы не имели полномочий обсуждать проблемы войны и мира, а также не намеревались покидать столицы, то на совещании иностранных дипломатов было принято решение направить китайскому правительству ноту. Германский посланник барон фон Кеттелер принял решение самостоятельно объясниться с маньчжурскими сановниками.
7 июня Кеттелер отправился в паланкине в Цзунлиямэнь, взяв с собой переводчика Кордеса и восемь человек охраны, однако с полпути он отправил охранников назад. Вскоре к паланкину подошёл китайский солдат и застрелил германского посла, раненому Кордесу удалось спастись. Труп Кеттелера был спрятан в здании Цзунлиямэня, но ихэтуани здание сожгли, а найденный труп изрезали на куски. Посланный на место происшествия германский отряд встретил упорное сопротивление и был вынужден вернуться ни с чем.

## Июньские бои
После убийства Кеттелера начались непрерывные бои, продолжавшиеся около месяца. Ихэтуани при поддержке солдат Дун Фусяна начали штурмовать баррикады. Наиболее упорные бои шли в первые дни, случались даже штыковые атаки. Был момент, когда защитники оставили российскую и американскую миссии, однако вскоре все посольства, кроме австрийского и итальянского, были очищены от китайцев. Трупы убитых китайцев, во множестве лежавшие вокруг посольств, долго не убирались и стали разлагаться.
Вскоре инициатива стала переходить в руки европейцев. Первая крупная вылазка на китайские позиции была проведена 20 июня. Во время вылазки 24 июня русские матросы нашли старую китайскую пушку, к которой подошли русские снаряды. В снарядах уменьшили запас пороха и российская миссия получила свою артиллерию.
Периодически китайцы переходили в наступление. 29 июня, после сильного обстрела, им удалось частично захватить французское и германское посольства, но 30 июня европейцы сумели отбить их обратно.

## Перемирие в начале июля
4 июля китайцы объявили перемирие, которое продолжалось неделю. Представители цинского правительства неоднократно посещали дипломатов, предлагая им покинуть Пекин. Европейцам привозили подарки и угощения, в том числе от самой Цыси.
5 июля в Пекин вернулся из Тяньцзиня посыльный японец, привезший дипломатам последние известия из внешнего мира.

## Июльские бои
11 июля бои возобновились, однако дело сводилось к вялым перестрелкам и редким атакам с обеих сторон. Цыси убедилась в бессилии ихэтуаней перед европейскими войсками, однако не теряла надежды выйти из сложившейся ситуации «не потеряв лицо». При дворе обострилась борьба различных группировок, в результате было непонятно: воюет цинское правительство против иностранцев или защищает их. Обстрелы чередовались с подарками от императора; указы, предписывающие изгнать «варваров», сменялись приказами об охране миссий и компенсации им материальных потерь. В июле в Пекине более ста человек было казнено за принадлежность к тайным обществам, в то же время были казнены и некоторые крупные китайские сановники, являвшиеся противниками войны с иностранцами.

## Деблокада
В конце июля, в связи с приближением союзных войск к Пекину, бои активизировались, однако всем было ясно, что осада вскоре будет снята. 25 июля стало известно, что на пост губернатора провинции Чжили назначен Ли Хунчжан, который был противником ихэтуаней. 28 июля в Пекин было доставлено письмо от начальников европейских отрядов, подошедших к стенам столицы Китая, в котором выражалась уверенность в освобождении миссий в течение 5—6 дней.
Всю ночь 31 июля китайцы отчаянно атаковали, пытаясь взять миссии штурмом, но этого им не удалось. Утром 1 августа защитники Посольского квартала контратаковали китайские позиции навстречу наступавшим союзным войскам. В 4 часа дня к Посольскому кварталу подошли уланы Бенгальского полка. Осада была снята.
1 августа Пекин был захвачен союзными войсками.

## Итоги
Общие потери международного отряда за два месяца осады составили 75 убитых и 170 раненых.